# Francis Bertrand
Francis Bertrand (Ukkel, 24 april 1937 - Rixensart, 26 oktober 1994) was een Belgisch striptekenaar. Hij was vooral bekend van de reeks Bram Jager en zijn buur. Omdat hij uitsluitend met zijn voornaam signeerde, is hij vooral onder die naam bekend geworden.
Bertrand studeerde aan de kunstacademie en publiceerde in 1957 zijn eerste strip voor het tijdschrift La Cité. Daarna werkte hij samen met Greg. Begin jaren 1960 begon Bertrand bij het tijdschrift Spirou/Robbedoes. Bovendien assisteerde hij Peyo met Johan en Pirrewiet en De Smurfen. Samen met Maurice Tillieux schiep hij in 1966 Bram Jager en zijn buur, die tot 1986 heeft bestaan.
Behalve Bram Jager tekende (en schreef) hij onder andere:
- Kapitein Bakbaard
- De man van het kasteel (een reeks mini-verhalen)
- Tinnen soldaatjes (gags met als thema het leger)
- 't Mannetje Sjaak.
- Meneer Hummelmans = Meneer Doek (Franse naam Monsieur Bouchu; slechts een klein deel in het Nederlands vertaald)
- Meneer Bulle (niet in het Nederlands vertaald)

En vele korte verhaaltjes. Veel van deze verhalen en verhaaltjes zijn gepubliceerd in het tijdschrift Robbedoes en in de Franstalige tegenhanger Spirou. Francis heeft ook getekend voor onder andere de tijdschriften Pilote en Kuifje.